# 2941 Alden
För andra betydelser, se Alden.
2941 Alden eller 1930 YV är en asteroid i huvudbältet som upptäcktes den 24 december 1930 av den amerikanske astronomen Clyde Tombaugh vid Lowell-observatoriet. Den är uppkallad efter upptäckarens son.
Asteroiden har en diameter på ungefär 4 kilometer.